# U-Prince
U-Prince es una serie de televisión tailandesa producida por GMMTV y emitida por GMM 25 desde el 22 de mayo de 2016 hasta el 2 de julio de 2017. La serie también está disponible en Line TV y YouTube.
U-Prince cambia a la pareja cada temporada, manteniendo a algunos personajes recurrentes en más historias y temas centrales de los embajadores universitarios.

## Sinopsis
12 niños fueron elegidos para ser embajadores de U-Prince, que son los mejores representantes de cada facultad de la universidad IUCA. Cada uno de ellos se encontrará con el amor de su vida.

## Reparto

### Primera temporada:Handsome Cowboy
- "Push" Puttichai Kasetsin como Sibtis.
- Esther Supreeleela como Prikkang.
- "Alice" Alysaya Tsoi como Sylvia.
- "Gun" Korawit Boonsri como Cholly.
- "Mek" Jirakit Thawornwong como Hawk.
- "Captain" Chonlathorn Kongyingyong como Kiryu.
- "Kun" Kunchanuj Kengkarnka como Hippy.
- "Baan" Kanut Rojanai como Key.
- "Puifai" Natthapat Wipatkornthrakul como Pitta.
- "Toptap" Jirakit Kuariyakul como Hed.
- "Nicky" Nachat Juntapun como Ped.
- "Nu" Surasak Chaiat como el padre de Sibtis.
- Prakasit Bowsuwan como el padre de Prikkang.

### Segunda temporada:Gentle Vet
- "Kang" Vorakorn Sirisorn como Thesis.
- "PunPun" Sutatta Udomsilp como Suaysai.
- "Alice" Alysaya Tsoi como Sylvia.
- "Gun" Korawit Boonsri como Cholly.
- "GunAchi" Achirawich Saliwattana como Punpun.
- "Plustor" Pronpiphat Pattanasettanon como Lorthep.
- "Miss" Natapat Patipokasut como Pete.
- "Noon" Sutthipha Kongnawdee como Jelly.
- "Kacha" Nontanun Anchuleepradit como T-Rex.
- "Victor" Chatchawit Techarukpong como Dash.
- "Kun" Kunchanuj Kengkarnka como Hippy.

### Tercera temporada:Lovely Geologist
- "Kacha" Nontanun Anchuleepradit como T-Rex.
- "Cherreen" Nachjaree Horvejkul como Baiplu.
- "Kang" Vorakorn Sirisorn como Thesis.
- "Alice" Alysaya Tsoi como Sylvia.
- "Gun" Korawit Boonsri como Cholly.
- "Namtan" Tipnaree Weerawatnodom como Bell.
- "Arm"Weerayut Chansook como Him.
- "Victor" Chatchawit Techarukpong como Dash.
- "Kun" Kunchanuj Kengkarnka como Hippy.
- "Lee"Thanat Lowkhunsombat como Survey.
- "Plustor" Pronpiphat Pattanasettanon como Lorthep.

### Cuarta temporada:Badass Baker
- "Victor" Chatchawit Techarukpong como Dash.
- "Piglet" Charada Imraporn como René.
- "Kacha" Nontanun Anchuleepradit como T-Rex.
- "Fon" Sananthachat Thanapatpisal como Sung.
- "Alice" Alysaya Tsoi como Sylvia.
- "Gun" Korawit Boonsri como Cholly.
- "Go" Jatuchoke Wangsuwannakit como Mark.
- "Proud" Oranicha Krinchai como Annie.
- "Kun" Kunchanuj Kengkarnka como Hippy.
- "Lee"Thanat Lowkhunsombat como Survey.

### Quinta temporada:Absolute Economist
- "Hunz" Isariya Patharamanop como Teddy.
- Focus Jeerakul como Chompink (Chompoo).
- "Alice" Alysaya Tsoi como Sylvia.
- "Gun" Korawit Boonsri como Cholly.
- "New" Thitipoom Techaapaikhun como Pascal.
- "Kaykai" Nutticha Namwong como Piglet.
- Phadej Onlahoong como Tang Thai (Somsak).
- Poodit Chohksangiam como Tangmo (Somyot).
- "Jane" Ramida Jiranorraphat como Loma.
- Esther Supreeleela como Prikkang.
- "Baitoei" Zuvapit Traipornworakit como Aurora.
- "Lee"Thanat Lowkhunsombat como Survey.
- "Wave" Khoo Pei-Cong como François.

### Sexta temporada:Foxy Pilot
- "Mek" Jirakit Thawornwong como Hawk.
- "Baitoei" Zuvapit Traipornworakit como Aurora.
- "Captain" Chonlathorn Kongyingyong como Kiryu.
- "Kun" Kunchanuj Kengkarnka como Hippy.
- "Alice" Alysaya Tsoi como Sylvia.
- "New" Thitipoom Techaapaikhun como Pascal.
- "Jane" Ramida Jiranorraphat como Loma.
- "Wave" Khoo Pei-Cong como François.
- "Tay" Tawan Vihokratana como Philip.
- "Gun" Korawit Boonsri como Cholly.
- "Arm"Weerayut Chansook como Him.
- Pluem Pongpisal como Kevin.

### Séptima temporada:Playful Comm-Arts
- "White" Nawat Phumphothingam como Kirun.
- "Fon" Sananthachat Thanapatpisal como Sung.
- "Piglet" Charada Imraporn como René
- "Captain" Chonlathorn Kongyingyong como Kiryu.
- "Alice" Alysaya Tsoi como Sylvia.
- "Gun" Korawit Boonsri como Cholly.
- "Arm"Weerayut Chansook como Him.
- "Jane" Ramida Jiranorraphat como Loma.
- Pluem Pongpisal como Kevin.
- "Nanan" Phakjira Kanrattanasood como Dizzy.
- "Noon" Sutthipha Kongnawdee como Jelly.
- "Namtan" Tipnaree Weerawatnodom como Bell.
- Parichat Praihirun como la madre de Kirun y Kiryu.

### Octava temporada:Extroverted Humanist
- "Captain" Chonlathorn Kongyingyong como Kiryu.
- "Ploychompoo" Jannine Weigel como Pinyin.
- "Mek" Jirakit Thawornwong como Hawk.
- "White" Nawat Phumphothingam como Kirun.
- "August" Vachiravit Paisarnkulwong como Firstclass.
- "Apple" Lapisara Intarasut como Minute.
- "Kun" Kunchanuj Kengkarnka como Hippy.
- "Arm"Weerayut Chansook como Him.
- "Jane" Ramida Jiranorraphat como Loma.
- Pluem Pongpisal como Kevin.
- Parichat Praihirun como la madre de Kirun y Kiryu.
- Pimolwan Suphayang como la madre de Pinyin.
- "Bas" Suradet Piniwat como Set.
- "Alice" Alysaya Tsoi como Sylvia.
- "Gun" Korawit Boonsri como Cholly.

### Novena temporada:Single Lawyer
- "August" Vachiravit Paisarnkulwong como Firstclass.
- "Apple" Lapisara Intarasut como Minute.
- "White" Nawat Phumphothingam como Kirun.
- "Gun" Korawit Boonsri como Cholly.
- "Arm"Weerayut Chansook como Him.
- "Jane" Ramida Jiranorraphat como Loma.
- "Singto" Prachaya Ruangroj como BM.
- "Na" Thanaboon Wanlopsirinun como Pitcher.
- Esther Supreeleela como Prikkang.
- "Hunz" Isariya Patharamanop como Teddy.
- Focus Jeerakul como Chompink (Chompoo).
- "Captain" Chonlathorn Kongyingyong como Kiryu.
- "Alice" Alysaya Tsoi como Sylvia.
- "Noon" Sutthipha Kongnawdee como Jelly.
- "Namtan" Tipnaree Weerawatnodom como Bell.

### Décima temporada:Crazy Artist
- "Kun" Kunchanuj Kengkarnka como Hippy.
- Note Panayanggool como Mel Be.
- "Mek" Jirakit Thawornwong como Hawk.
- "Captain" Chonlathorn Kongyingyong como Kiryu.
- "Namtan" Tipnaree Weerawatnodom como Bell.
- "Arm"Weerayut Chansook como Him.
- "Jane" Ramida Jiranorraphat como Loma.
- Pluem Pongpisal como Kevin.
- "Amp" Phurikulkrit Chusakdiskulwibul como Theo.
- "Alice" Alysaya Tsoi como Sylvia.
- "Gun" Korawit Boonsri como Cholly.
- "New" Thitipoom Techaapaikhun como Pascal.
- "Push" Puttichai Kasetsin como Sibtis.

### Undécima temporada:Badly Politics
- "Lee"Thanat Lowkhunsombat como Survey.
- "Mild" Lapassalan Jiravechsoontornkul como Cherry Milk.
- "Kacha" Nontanun Anchuleepradit como T-Rex.
- "March" Chutavuth Pattarakampol como Brian.
- "Namtan" Tipnaree Weerawatnodom como Bell.
- "Arm"Weerayut Chansook como Him.
- "Jane" Ramida Jiranorraphat como Loma.
- "Wawa" Maripha Siripool como Kwangnoi.
- "Fiat" Pattadon Jan-Ngern como Fuse.
- "Nammon" Krittanai Arsalprakit como Aob.
- Paiboonkiat Kiewkaew como Andres.
- "Prae" Rachanee Siralert como Regina Elisa.
- "Puimekster" Puimek Weerayuttvilai como Princesa Karin.
- "Alice" Alysaya Tsoi como Sylvia.
- "Gun" Korawit Boonsri como Cholly.
- "Noon" Sutthipha Kongnawdee como Jelly.

### Duodécima temporada:Ambitious Boss
- "March" Chutavuth Pattarakampol como Brian.
- "Mook" Worranit Thawornwong como Mantou.
- "Guy" Sivakorn Lertchuchot como Otto.
- "Piglet" Charada Imraporn como René.
- "Hunz" Isariya Patharamanop como Teddy.
- "White" Nawat Phumphothingam como Kirun.
- "Lee" Thanat Lowkhunsombat como Survey.
- "Alice" Alysaya Tsoi como Sylvia.
- "Gun" Korawit Boonsri como Cholly.
- "Namtan" Tipnaree Weerawatnodom como Bell.
- "Arm" Weerayut Chansook como Him.
- "Jane" Ramida Jiranorraphat como Loma.
- Pluem Pongpisal como Kevin.
- "Off" Jumpol Adulkittiporn como Li Tang.
- "Gunsmile" Chanagun Arpornsutinan como Tanthai.
- "Kacha" Nontanun Anchuleepradit como T-Rex.
- "Victor" Chatchawit Techarukpong como Dash.
- "Mek" Jirakit Thawornwong como Hawk.